# Neeme Järvi
Neeme Järvi (Tallin, 7 de junio de 1937) es un director de orquesta estonio.

## Carrera
Järvi estudió percusión y dirección en la Escuela de Música de Tallin y los continuó en San Petersburgo de 1955 a 1960 en el Conservatorio de Leningrado, donde sus principales maestros fueron Nikolaï Rabinovich y Evgeny Mravinsky, entre otros.
Comenzó como director de la Orquesta sinfónica de la radio y televisión de Estonia. Järvi fue cofundador de la Orquesta de Cámara de Estonia y director artístico de la misma y actuó como director invitado de las principales orquestas de Moscú y Leningrado y en el Teatro Kirov, institución donde llevó a cabo numerosas presentaciones de obras inéditas en la URSS.
También fue director principal y director artístico del Teatro Académico Estatal de Ópera y Ballet de la República Socialista Soviética de Estonia (renombrado Teatro Nacional de la Ópera de Estonia después de la independencia de Estonia), y ocupó el cargo durante 13 años.  
En 1971 ganó el primer premio en el Concurso Internacional de Directores de la Academia Nacional de Santa Cecilia en Roma.En 1973 se presentó en EE. UU. al frente de la Orquesta Filarmónica de Leningrado y en 1979 debutó en el Metropolitan dirigiendo Eugenio Oneguin con gran éxito de crítica.
De 1976 a 1980 fue director titular y director artístico de la Orquesta Sinfónica Estatal de Estonia. Hizo los estrenos de Der Rosenkavalier de Strauss y Porgy and Bess de Gershwin en la URSS. 
Fue un defensor de los compositores estonios Eduard Tubin y Arvo Pärt. En 1979 estrenó el famoso Credo de Pärt que presentó sin pedir permiso al Partido Comunista o la Unión de Compositores. La desaprobación oficial hizo que Järvi decidiera emigrar.
Neeme Järvi pudo abandonar Estonia en enero de 1980, en que él y su familia emigraron a los Estados Unidos. Poco después de su partida, debutó con la Orquesta Sinfónica de Boston, la Orquesta de Filadelfia, la Orquesta Filarmónica de Nueva York, la Orquesta Sinfónica de San Francisco y la Orquesta Sinfónica de Cincinnati.
En 1981 fue nombrado director asistente de Simon Rattle al frente de la Orquesta de la Ciudad de Birmingham hasta 1984.En 1982 fue nombrado director principal de la Orquesta Sinfónica de Gotemburgo, cargo que mantuvo hasta 2004 en que fue nombrado director emérito . En este periodo también fue director Principal de la Royal Scottish National Orchestra (RSNO) entre 1984 y 1989. Entre 1990 y 2005 fue nombrado también director principal de la Orquesta Sinfónica de Detroit. De 2005 a 2009 actuó como Director musical de la Orquesta Sinfónica de Nueva Jersey. En 2005, Järvi se hizo con la dirección de la Orquesta de la Residencia de La Haya en sustitución de Jaap van Zweden, con la que continuó hasta el fin de la temporada 2012-2013. En septiembre de 2010, la Orquesta de la Suisse Romande nombró a Neeme Järvi como su noveno director artístico, con efecto desde enero de 2011, y como director musical a partir de 2012 hasta 2016 en que lo ha substituido Jonathan Nott.
Anualmente dicta Master Class con Neeme Järvi, o Neeme Järvi Summer Academy, en Pärnu, Estônia hasta el 2008, y a partir de 2009 en la Academia de Música Estonia.
Las últimas temporadas incluyen actuaciones con la Orquesta Filarmónica de Berlín, Royal Concertgebouw, Symphonieorchester des Bayerischen Rundfunks, Gewandhausorchester Leipzig, Orquesta Filarmónica Checa y Wiener Symphoniker. También continúa su colaboración con la Orquesta Filarmónica de Bergen, la Orquesta Nacional de Gotemburgo y las orquesta Royal Scottish National.
Neeme Järvi es padre de los también directores de orquesta Paavo Järvi y Kristjan Järvi y su hija Maarika es la principal flautista de la Orquesta Sinfónica de RTVE en Madrid.

## Discografía
Son reconocidas sus interpretaciones del repertorio romántico y del siglo XX. En su repertorio destaca el domino de las obras de sus compatriotas Eduard Tubin y Arvo Pärt. Sus interpretaciones de Jean Sibelius con la GSO son muy conocidas.
La discografía de Järvi incluye más de 400 grabaciones con sellos como BPI, Chandos y Deutsche Grammophon. Neeme Järvi es uno de los conductores más grabados del mundo impulsado por su deseo de descubrir un repertorio poco conocido al que puede dar a conocer.
Con la Orquesta Sinfónica de Detroit ha realizado treinta de las 100 grabaciones en la etiqueta Chandos; sus diversos proyectos de grabación incluyen ciclos de música orquestal de Sibelius, Prokófiev, Dmitri Shostakovich, Tubin, Johannes Brahms, Robert Schumann y otros.
En su discografía destacan los ciclos sinfónicos completos elogiados por la crítica de Prokófiev, Shostakovich, Richard Strauss, Mahler, Dvořak, Glazunov, Grieg, Sibelius, Nielsen y Brahms. Järvi también ha defendido a compositores menos conocidos como Wilhelm Stenhammar, Hugo Alfvén y Niels Gade, Franz Berwald, Johann Svendsen y Johann Halvorsen de Noruega, y compositores de su natal Estonia, como Rudolf Tobias y Artur Kapp.

## Premios y galardones internacionales.
Incluyen un doctorado honorario de la Academia de Música y Teatro de Estonia y la Orden del Escudo Nacional del expresidente de la República de Estonia, Lennart Meri. Tallin le ha concedido primera insignia ceremonial de fajín y escudo de la ciudad, y ha sido nombrado uno de los "Estonios del Siglo".
Neeme Järvi tiene un doctorado honorario de Humane Letters de Wayne State University de Detroit y la Universidad de Míchigan, así como doctorados honorarios de la Universidad de Aberdeen y la Real Academia Sueca de Música. También ha sido nombrado Comandante de la Orden de la Estrella del Norte por el Rey de Suecia.

## Estilo de dirección
Neeme Järvi es un director muy comunicativo y con una gran técnica de batuta que facilita la comprensión de la orquesta y del público. Tiene un gran dominio del sentido rítmico de las obras que interpreta, que puede proceder de sus tiempos como timbalista en la Orquesta Sinfónica de la Radio de Estonia. Es muy detallista y minucioso en los ensayos y sus versiones se caracterizan por la facilidad aunque se trate de obras muy complejas como las sinfonías de Sibelius. Ello es muy apreciado por los auditorios que ven facilitado su acceso a estas obras. También tienen éxito sus versiones discográficas aunque a menudo corresponden a interpretaciones convencionales de las obras grabadas. Muestra mucho interés por las grabaciones discográficas, con una extensa producción. Su repertorio abarca desde el Clasicismo hasta la música del siglo XX, con especial atención a los compositores nórdicos, rusos y bálticos. Ha contribuido a difundir obras poco habituales en el repertorio y a acercarlas a públicos cada vez más extensos.
Respecto a sus grabaciones indica: "Me parece que lo único que resulta perturbador en el procedimiento de grabación es el ruido. En realidad, el procedimiento de grabación y las sesiones deben ser como una actuación de concierto. Debe ser emocionante y lleno de energía con una forma hermosa. El oyente debe comprender que está en un concierto, no solo en una interpretación limpia y sin fallos. Eso no es interesante; en realidad no es una interpretación."
Respecto al repertorio sinfónico opina: "Mi idea es que no deberíamos estar solo con la gran parte del repertorio, que básicamente todos interpretan. Los conoces exactamente y los amas, por ejemplo la Sinfonía número cuatro de Brahms; aunque amas toda la música de Brahms. Tuve que descubrir el significado de otros compositores que están alrededor que no escribieron una obra maestra. Es música de segunda clase o música de tercera clase, pero no se lo digas a nadie. Intenta convencer a la gente de que no es así. Todos los directores dicen que la música de Glazunov es música de segunda clase o música de tercera clase, pero no lo creo. Este tipo de música de ballet, como Raymonda o Las Estaciones ... solo un gran compositor puede crear estas cosas."

## Puestos de dirección
| Predecesor: Charles Dutoit   | Director Principal, Orquesta Sinfónica de Gotemburgo 1982-2004     | Sucesor: Mario Venzago   |
| Predecesor: Alexander Gibson | Director Principal, Royal Scottish National Orchestra 1984-1988    | Sucesor: Bryden Thompson |
| Predecesor: Günther Herbig   | Director Principal, Detroit Symphony Orchestra 1990-2005           | Sucesor: Leonard Slatkin |
| Predecesor: Zdeněk Mácal     | Director Musical, Sinfónica de Nueva Jersey 2005-2009              | Sucesor: Jacques Lacombe |
| Predecesor: Jaap van Zweden  | Director Principal, Orquesta de la Residencia de La Haya 2005-2012 | Sucesor: vacante         |
| Predecesor: Marek Janowski   | Director Musical, Orquesta de la Suisse Romande 2012-2016          | Sucesor: Jonathan Nott   |